# David Montgomery (2e vicomte Montgomery d'Alamein)
David Bernard Montgomery (18 août 1928 - 8 janvier 2020) est un homme politique et homme d'affaires britannique.

## Jeunesse et éducation
Il est le seul enfant du maréchal Bernard Montgomery, un haut commandant militaire de la Seconde Guerre mondiale . Il fréquente le Winchester College à partir de mai 1942 et son père, en poste à l'étranger à partir du milieu de l'année, s'est arrangé pour que son temps de vacances scolaires soit partagé entre le directeur de son école préparatoire et les amis de la famille, le major Thomas Reynolds et Mme Phyllis Reynolds et Jocelyn, épouse du demi-frère de David, John Carver (l'un des deux fils du mariage précédent de la mère de David), ainsi que des instructions strictes selon lesquelles « en aucun cas » le garçon ne devait rendre visite à sa grand-mère paternelle âgée, qu’à l'époque sir Bernard Montgomery détestait, à Inishowen, comté de Donegal, en Ulster . Montgomery obtient un diplôme d'ingénieur au Trinity College de Cambridge.

## Carrière
Montgomery se lance dans les affaires, travaillant pour Yardley et plusieurs autres entreprises, établissant des liens étroits avec l'Amérique latine. Il est patron et président de diverses organisations anglo-latino-américaines, notamment la Société anglo-argentine, Canning House et le Conseil brésilien hispanique et luso. Il devient vicomte après la mort de son père en 1976 et à l'origine siège comme conservateur à la Chambre des lords jusqu'en 1999, quand lui et la plupart des autres pairs héréditaires perdent leur siège en vertu de la House of Lords Act 1999. Il est réélu aux Lords en tant que crossbencher lors d'une élection de pairs héréditaires en 2005, après la mort de Cherry Drummond.
Lord Montgomery d'Alamein est nommé Commandeur de l'Ordre de l'Empire britannique (CBE) en 1975 et Compagnon de l'Ordre de Saint-Michel et Saint-George (CMG) en 2000. Il co-écrit The Lonely Leader: Monty 1944–45 avec Alistair Horne à propos de son père en 1994, livre qui documente sa propre jeunesse ainsi que celle de son père.

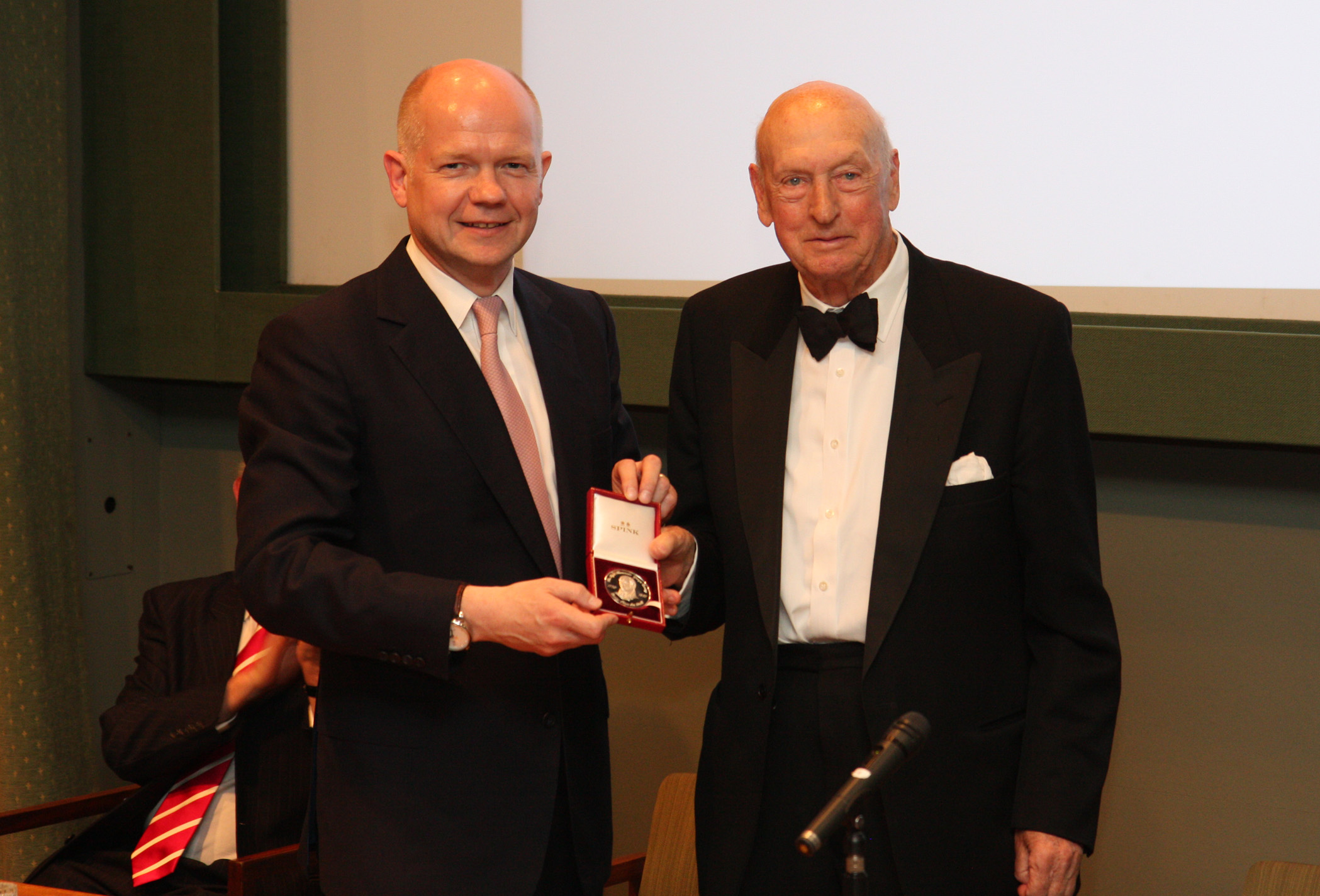
Lord Montgomery of Alamein (à droite) recevant la médaille Canning de William Hague en 2013.

## Vie privée
En 1953, il épouse Mary Connell, divorçant en 1967 après avoir eu un fils et une fille: 
- Henry David Montgomery, 3e vicomte Montgomery d'Alamein (2 avril 1954): il épouse Caroline Jane Odey le 21 juin 1980. Ils ont trois filles:
  - Alexa Maud Montgomery (° 30 août 1984)
  - Flora Veronica Montgomery (° 4 mai 1988)
  - Phoebe Matilda Montgomery (° 4 février 1990)
- Arabella Clare Montgomery (née le 21 novembre 1956); elle épouse sir Jeremy Stuart-Smith le 25 septembre 1982. Ils ont cinq enfants:
  - Emma Stuart-Smith (° 6 octobre 1984)
  - Laura Stuart-Smith (° 1986-† 1987)
  - Edward Murray Stuart-Smith (° 6 mai 1988)
  - Samuel Nicholas Stuart-Smith (° 6 décembre 1990)
  - Luke David Stuart-Smith (° 19 janvier 1993)

Il épouse ensuite Tessa Browning, fille de Daphné du Maurier et du lieutenant-général Frederick Browning, un proche collègue de son père.
Il est décédé le 8 janvier 2020 à l'âge de 91 ans.